# Крајпуташ девојчици Јелени Тешовић у Доњим Бранетићима
 Крајпуташ девојчици Јелени Тешовић у Доњим Бранетићима  (Општина Горњи Милановац) налази се у шуми изнад сеоског гробља, на старој деоници пута за Доње Бранетиће. Подигнут је девојчици од три године, која је 1841. године на овом месту страдала „од коња”.
Иако је гробље у непосредној близини, девојчица је сахрањена на месту погибије, сходно старом обичају у случају задесне смрти. Тиме овај споменик крај пута не представља кенотаф, већ надгробно обележје.

## Опис споменика
Крајпуташ је у облику стуба. Исклесан од сивог пешчара, димензија 124х27х19 cm. Релативно добро је очуван, осим што је прекривен сивкастом скрамом, лишајем и маховином.
У врху предње стране је розета са чијих страна се чита година 1841. Испод је урез крста у плитком ромбоидном пољу. На полеђини споменика исклесан је рељефни крст, док су бочне стране празне.

## Епитаф
Текст епитафа је у десет редова. Лако се чита, иако је уклесан словима предвуковске азбуке.
1841.
ЕЛЕНА
КЋЕР ДИ
МИТРИЈА
ТЕШОВИ
ЋА ПОГИ
БЕ ОД КО
ЊА 3 ГОД
ВОЗРАСТА
СВОГ 20
АВГУСТА